# Анатоль Літвак
Анатоль Літвак  (*10 травня (21 травня згідно з англійською та французькою версіями вікіпедії) 1902, Київ — †5 грудня (15 грудня згідно з французькою версією) 1974, От-де-Сен, Іль-де-Франс, Франція) — американський кінорежисер єврейського походження з України.

## Біографія
Ще підлітком працював у драматичному театрі, потім вивчав філософію в Санкт-Петербурзькому університеті і одночасно навчався театрального мистецтва.
У 1923 — поступив у студію Нордкіно (Ленінград), але в 1925 році емігрував до Німеччини. З приходом до влади нацистів, переїхав до Парижа, де зняв чотири фільми.
1938 — підписав контракт з кіностудією «Ворнер Бразерз», де зняв 9 фільмів, зокрема, антифашистський «Сповідь нацистського шпигуна».
Під час ІІ-ї Світової війни зняв серію документальних фільмів «Чому ми воюємо?»
Зняті у повоєнний час фільми А.Літвака «Пробачте, ви помилися номером», «Зміїна яма», «Рішення перед світанком», «Анастасія» мали високі нагороди.

## Нагороди
У 1940 його фільм «All This and Heaven Too» був номінований на премію Оскар в номінації «Найкращий фільм». у 1948 Літвак номінувався на ту же премію за найкращу режисуру (фільм «The Snake Pit»). Ця стрічка й «Decision Before Dawn» також були номінантами на премію Оскар. У 1961 його картина «Прощавай знову» була висунута на премію «Золота Пальмова Гілка»
За внесок у розвиток кінематографу Літвак був відзначений зіркою з його іменем на Голлівудській алеї слави.

## Особисте життя
Був одружений двічі — на американській актрисі Міріам Гопкінс і дизайнері костюмів Софі Стьор.
Помер у 1974 у віці 72 років.

## Фільмографія

### Продюсер
- 1953 — Акт любові (Un acte d'amour)
- 1951 — Рішення перед світанком (Decision before dawn)
- 1948 — Зміїна яма (The snake pit)
- 1948 — Вибачте, ви помилились номером (Sorry, wrong number)
- 1938 — Сестри (The sisters)

### Режисер
- 1970 — Дама в окулярах із рушницею в авто (La Dame dans l'auto avec des lunettes et un fusil)
- 1967 — Ніч генералів (Night of the generals)
- 1961 — Чи любите ви Брамса? (Aimez-vous Brahms?)
- 1959 — Подорож (The Journey)
- 1956 — Анастасія (Anastasia)
- 1955 — Глибоке синє море (The deep blue sea)
- 1953 — Акт любові (Un acte d'amour)
- 1951 — Рішення перед світанком (Decision before dawn)
- 1948 — Зміїна яма (The Snake Pit)
- 1948 — Вибачте, Ви помилилися номером (Sorry, wrong number)
- 1947 — Довга ніч (Long Night)
- 1941 — З туману (Out of the Fog)
- 1940 — Все це та небо на доданок (All this and heaven too)
- 1938 — Дивовижний доктор Кліттергаус (The Amazing Dr. Clitterhouse)
- 1938 — Сестри (The sisters)
- 1936 — Майєрлінґ (Mayerling)